# Daur (langue)
Cet article concerne la langue daur. Pour le peuple daur, voir Daur.
Le daur (ᡩᠠᡤᡠᠷ
ᡠᠰᠸ : translittération : Dagür üsw) également retranscrit dagur ou dahur est une  langue mongole parlée dans la bannière autonome daur de Morin Dawa, en Mongolie-Intérieure, en Chine, principalement par les Daurs.

## Phonologie
Les tableaux présentent les phonèmes vocaliques et consonantiques du daur.

### Voyelles
|         | Antérieure          | Centrale      | Postérieure   |
| ------- | ------------------- | ------------- | ------------- |
| Fermée  | i [i] ii [iː] y [y] |               | u [u] uu [uː] |
| Moyenne | e [e] ee [eː]       | ə [ə] əə [əː] | o [o] oo [oː] |
| Ouverte |                     |               | a [ɑ] aa [ɑː] |

### Consonnes
|               |               | Bilabiale | Dentale | Latérale | Palatale | Vélaire |
| ------------- | ------------- | --------- | ------- | -------- | -------- | ------- |
| Occlusives    | Sourdes       | b [p]     | d [t]   |          |          | g [k]   |
| Occlusives    | Aspirées      | p [pʰ]    | t [tʰ]  |          |          | k [kʰ]  |
| Fricatives    | Fricatives    | f [f]     | s [s]   |          | ʃ [ʃ]    | x [x]   |
| Affriquées    | Sourdes       |           |         |          | dʒ [t͡ʃ]  |         |
| Affriquées    | Aspirée       |           |         |          | tʃ [t͡ʃʰ] |         |
| Nasales       | Nasales       | m [m]     | n [n]   |          |          |         |
| Liquides      | Liquides      |           | r [r]   | l [l]    |          |         |
| Semi-voyelles | Semi-voyelles | w [w]     |         |          | j [j]    |         |

## Dialectes
Glottolog liste les dialectes suivants :
- daur
  - daur haila'er
  - daur ili
  - daur du moyen Amour
  - daur du bassin de la Nonni
    - buteha
    - daur morin daba
    - daur nenjiang
    - tsitsikar